# Roberto Olmi
Roberto Olmi (Bobbio, 9 maggio 1890 – Bobbio, 13 settembre 1968) è stato un generale italiano degli alpini del Regio Esercito durante la seconda guerra mondiale, noto per la sua partecipazione alle campagne di Russia e Francia nel 1942-1943.

## Biografia
Allievo dell'Accademia militare nel 1908-1910 ne uscì sottotenente degli alpini partecipando ai conflitti italo turco e mondiale, quale tenente e capitano.
Fu poi maggiore del 7º Reggimento Alpini e comandante del Battaglione Monte Pavione a Cima Campo, fu decorato con croce di guerra al valor militare. Il maggiore Roberto Olmi proprio il 12 novembre 1917 cadde prigioniero dopo aver combattuto strenuamente alla testa del suo Battaglione per consentire all'intero Corpo d’armata di sganciarsi dal nemico, precedendolo nell'occupazione delle nuove linee difensive sul Grappa.
Dopo la Grande Guerra fu liberato e tornò in Italia, sposando nel 1921 Jolanda Carletti (1902-1983) dalla quale ebbe un figlio nel 1922, impiegata al Ministero della Guerra e, poi, assistente del Ministro Antonio Sorice nel 1943. Come colonnello, grado indossato il 1º gennaio 1936, comandò prima il 96º reggimento fanteria, poi partecipò alla guerra di Spagna nel 1937-1939 comandando i reparti corazzati del Corpo italiano e fu addetto al corpo di Milano, dove lo colse l'intervento italiano nella seconda guerra mondiale.
Conseguito il grado di generale di brigata il 1º ottobre 1940 a soli 50 anni, fu, dal dicembre 1941, comandante della fanteria della 9ª divisione autotrasportabile Pasubio, conseguendo numerosi riconoscimenti al valore, tra cui una medaglia d'argento "sul campo". Dal 13 settembre al 4 dicembre comandò in sede vacante la stessa Divisione Pasubio, sempre permanendo sul fronte russo. Ritornato in Italia, il 29 dicembre 1942 divenne comandante della 58ª Divisione fanteria "Legnano" dislocata a Nizza, in Provenza. Il 1º luglio 1943 indossò il grado di generale di divisione. Nel settembre 1943, in fase critica di trasferimento con la sua Divisione dalla Provenza alla Puglia, si trovò per caso a Pescara nelle ore in cui vi erano i Savoia e le altre autorità militari in attesa del loro trasferimento per Brindisi; fu lo stesso Ambrosio a impartire l'ordine al generale Roberto Olmi di blindare tutta la fascia che da Chieti abbraccia la costa tra Pescara ed Ortona per proteggerli, eventualmente, dai tedeschi.
All'inizio del 1945 il Generale Roberto Olmi divenne comandante della 209ª Divisione ausiliaria a Perugia.
La moglie Jolanda Carletti, per gli speciali incarichi al Ministero della Guerra in quei cruciali giorni di settembre 1943, scrisse con lo pseudonimo di Jo' Di Benigno un importante testo intitolato Occasioni mancate Roma in un diario segreto 1943 - 1944, pubblicato a Roma da Edizioni IED.